# Myōe

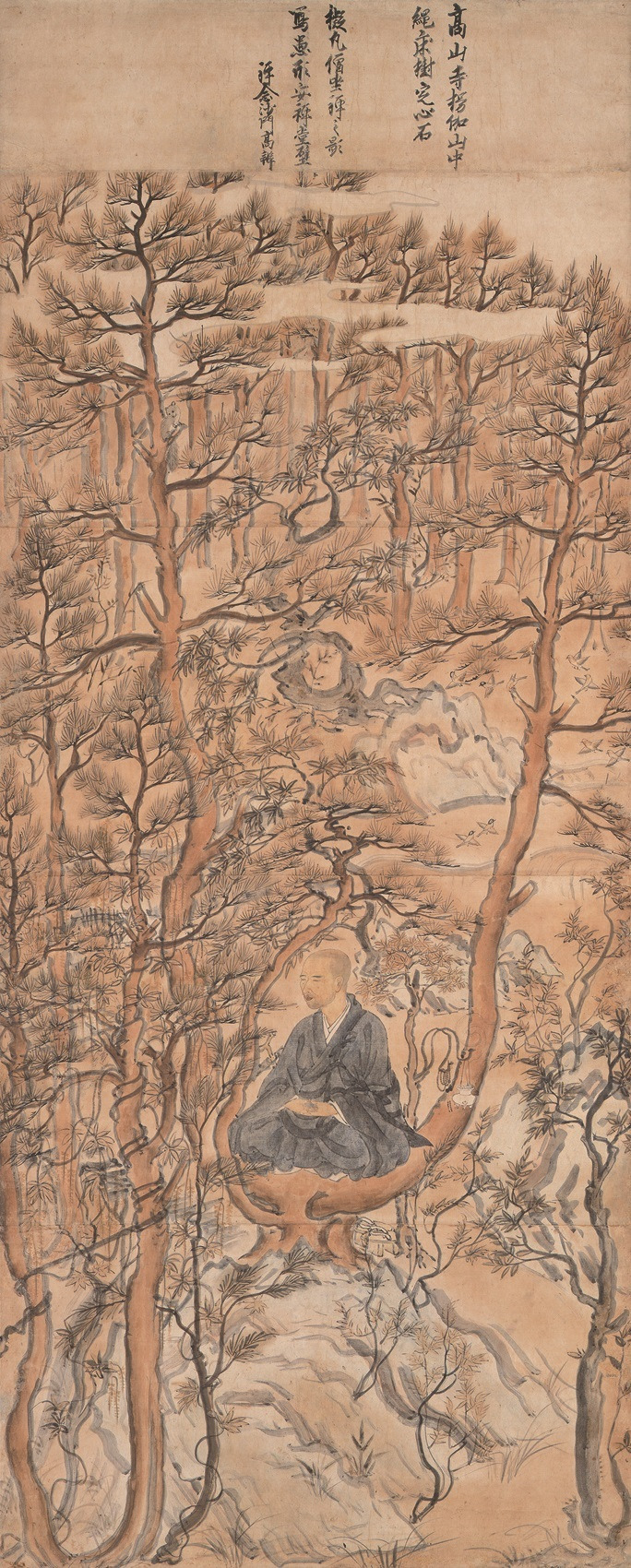
Myōe, meditierend

Myōe (japanisch 明恵, mit Ehrentitel auch Myōe Jōnin (明恵 上人); geboren 21. Februar 1173 in der Provinz Kii; gestorben 11. Februar 1232) war ein japanischer buddhistischer Mönch.

## Leben und Wirken
Myōe war Sohn des Taira no Shigekuni (平重国). Er verlor beide Eltern und kam im Alter von acht Jahren in die Obhut seines Onkels, eines Priester der Shingon-Richtung des Buddhismus am Jingo-ji am Rande von Kyōto. Nachdem er seine Ausbildung unter Sonjitsu (尊実), Keiga (景雅) und anderen beendet hatte, verließ er den Tempel und lebte von da an abwechselnd zurückgezogen in den Bergen der Kii-Provinz oder im Kōzan-ji am Nordrand von Kyōto, der ihm 1206 vom abgedankten Kaiser Go-Toba zur Verfügung gestellt worden war. Beim Jōkyū-Krieg 1221 versteckte er die Besiegten. Er pflegte freundschaftliche Beziehungen zum 2. Regenten in Kamakura, Hōjō Yasutoki (1183–1243). Kōzan-ji legte er eine Teeplantage an.
Bei der Umsetzung der Kegon-Philosophie in religiöse Erfahrung verließ sich Myōe hauptsächlich auf die Methoden des Shingon und auf die Ideen des Chinesen Li Tong-xuan, der als Laie der Huayan-Schule, also dem Vorbild der japanischen Kegon-Schule, anhing. Myōe übernahm aber auch Ideen anderer Schulen. Er wurde bekannt für die Darlegung seiner meditativen Erfahrungen und vertrat mit Nachdruck die traditionellen Methoden, um zu Zuständen außerhalb der täglichen Erfahrung zu gelangen.
Myōes Schriften umfassen Erläuterungen und Kommentare zu buddhistischen Schriften, Anleitungen zur Meditation, Gedichte, Texte zu Ritualen, kritische Schriften, Aphorismen und ein Tagebuch, das Aufzeichnungen seiner Träume über einen Zeitraum von mehr als 40 Jahren umfasst.